# Dewey County, South Dakota
Dewey County är ett administrativt område i delstaten South Dakota, USA, med 5 301 invånare. Den administrativa huvudorten (county seat) är Timber Lake. 

## Geografi
Enligt United States Census Bureau så har countyt en total area på 6 334 km². 5 964 km² av den arean är land och 370 km² är vatten. 

### Angränsande countyn
- Corson County, South Dakota - nord
- Walworth County, South Dakota - nordost
- Potter County, South Dakota - öst
- Sully County, South Dakota - sydost
- Stanley County, South Dakota - syd
- Ziebach County, South Dakota - väst